# NGC 908
NGC 908 é uma galáxia espiral barrada (SBc) localizada na direcção da constelação de Cetus. Possui uma declinação de -21° 14' 00" e uma ascensão recta de 2 horas, 23 minutos e 04,6 segundos.
A galáxia NGC 908 foi descoberta em 20 de Setembro de 1786 por William Herschel.